# 3205 Boksenberg
3205 Boksenberg è un asteroide della fascia principale. Scoperto nel 1979, presenta un'orbita caratterizzata da un semiasse maggiore pari a 2,6822491 UA e da un'eccentricità di 0,1989892, inclinata di 12,30548° rispetto all'eclittica.